# Сир'єзшур
Сир'є́зшур (рос. Сырьезшур, удм. Тыло) — присілок в Малопургинському районі Удмуртії, Росія.
Урбаноніми:
- вулиці — Заріка, Нова, Центральна, Шкільна

## Населення
Населення — 156 осіб (2010; 163 в 2002).
Національний склад станом на 2002 рік:
- удмурти — 96 %